# Fortuna SC in het seizoen 1970/71
Het seizoen 1970/1971 was het derde jaar in het bestaan van de Sittardse betaaldvoetbalclub Fortuna SC. De club kwam uit in de Nederlandse Eerste divisie en eindigde daarin op de 10e plaats. Tevens deed de club mee aan het toernooi om de KNVB Beker, hierin werd in de halve finale verloren van Sparta (1–4).

## Wedstrijdstatistieken

### Eerste divisie
|       | Blauw-Wit | FC Den Bosch '67 | SC Cambuur | D.F.C. | De Graafschap | GVAV  | Heerenveen | Helmond Sport | Heracles | HVC   | SVV   | Veendam | Vitesse | Wageningen | Willem II |
| ----- | --------- | ---------------- | ---------- | ------ | ------------- | ----- | ---------- | ------------- | -------- | ----- | ----- | ------- | ------- | ---------- | --------- |
| Thuis | 2 – 2     | 2 – 1            | 3 – 0      | 2 – 0  | 0 – 1         | 1 – 0 | 0 – 1      | 1 – 0         | 1 – 1    | 1 – 1 | 2 – 1 | 1 – 0   | 2 – 1   | 1 – 1      | 0 – 1     |
| Uit   | 1 – 0     | 4 – 0            | 3 – 1      | 0 – 0  | 3 – 1         | 0 – 0 | 2 – 0      | 1 – 0         | 0 – 2    | 1 – 0 | 1 – 1 | 2 – 0   | 2 – 0   | 2 – 1      | 0 – 0     |

### KNVB beker
| 1e ronde                                         | Fortuna SC                                                            | 1 – 0 (0 – 0)                      | NAC                 |
| 16 augustus 1970 Plaats: Sittard De Baandert     | Harry Heuts 83'                                                       |                                    |                     |
| 2e ronde                                         |                                                                       | Vrijgeloot                         |                     |
|                                                  |                                                                       |                                    |                     |
| 3e ronde                                         | Fortuna SC                                                            | 2 – 1 (1 – 1)                      | SVV                 |
| 14 maart 1971 Plaats: Sittard De Baandert        | Jan Lauers 63' Jo Geyselaers 83'                                      |                                    | 70' Slobodan Dutina |
| Kwartfinale                                      | Fortuna SC                                                            | 2 – 1 (0 – 0, 1 – 1) Na verlenging | GVAV                |
| 7 april 1971 Plaats: Sittard De Baandert         | John Gubbels 68' Jo Geyselaers 112'                                   |                                    | 78' Henk Cornelis   |
| Halve finale                                     | Sparta                                                                | 4 – 1 (2 – 1)                      | Fortuna SC          |
| 21 april 1971 Plaats: 's-Hertogenbosch De Vliert | Jan Klijnjan 11' (pen.) Jørgen Kristensen 37' Charly Bosveld 63', 64' |                                    | 10' John Gubbels    |

## Statistieken Fortuna SC 1970/1971

### Eindstand Fortuna SC in de Nederlandse Eerste divisie 1970 / 1971
| Stand | Gespeeld | Gewonnen | Gelijk | Verloren | Punten | Doelpunten voor | Doelpunten tegen |
| ----- | -------- | -------- | ------ | -------- | ------ | --------------- | ---------------- |
| 10e   | 30       | 9        | 8      | 13       | 26     | 25              | 33               |

### Topscorers
| #                 | Naam               | Goal |
| ----------------- | ------------------ | ---- |
| 1.                | Herman Böhm        | 5    |
| 1.                | Jo Geyselaers      | 5    |
| 1.                | John Gubbels       | 5    |
| 4.                | Jo Plum            | 3    |
| 5.                | Fred van Barneveld | 2    |
| 6.                | Jan Benen          | 1    |
| 6.                | Theo Hansen        | 1    |
| 6.                | Herman Jacobs      | 1    |
| 6.                | Chris Jansen       | 1    |
| Onbekend doelpunt |                    |      |
| –                 | Onbekend           | 1    |
| Totaal            | Totaal             | 25   |

| #      | Naam          | Goal |
| ------ | ------------- | ---- |
| 1.     | Jo Geyselaers | 2    |
| 1.     | John Gubbels  | 2    |
| 3.     | Harry Heuts   | 1    |
| 3.     | Jan Lauers    | 1    |
| Totaal | Totaal        | 6    |